# 求索街道
求索街道，中华人民共和国湖南省岳阳市南湖风景区下属的一个街道，位于南湖风景区西北部。除行政、财税外，其他事务包括民事、区划与统计等全部归入岳阳楼区。

## 建制沿革
- 2008年，湖南省人民政府批准同意设立求索街道办事处，作为南湖风景区派出机构。

## 行政区划
求索街道下辖3个居委会：
- 湖畔居委会、寓园社区、湘都社区